# Roger de Lessert
Roger de Lessert, född den 11 september 1878 i Lavigny, död 1945 i Lavigny, var en schweizisk araknolog.
Auktorsnamnet Lessert kan användas för Roger de Lessert i samband med ett vetenskapligt namn inom zoologin; se Wikipedia-artiklar som länkar till auktorsnamnet.